# Les Beores
Les Beores és un paratge del terme municipal d'Isona i Conca Dellà, al Pallars Jussà, en terres de la vila d'Isona.
El lloc és al sud-est d'Isona, a migdia de la carretera C-1412b, a ponent de Lordà i a llevant del Pui de Juli. És a l'esquerra de la llau del Terrer Negre, 